# Eric Westerberg
Eric Johan Adolf Westerberg, född 23 augusti 1836 i Krokeks socken, Östergötlands län, död 21 mars 1911 i Stockholm, var en svensk väg- och vattenbyggnadsingenjör. Han var far till Nils Westerberg.

## Biografi
Westerberg blev student vid Uppsala universitet 1855 och utexaminerades från Högre artilleriläroverket på Marieberg 1860. Han blev löjtnant i Väg- och vattenbyggnadskåren 1862, kapten 1875 och major 1894. Han var elev vid kajbyggnaden i Kalmar och vid Torshälla kanalbyggnad 1856–1857, nivellör vid Statens järnvägsbyggnader 1860–1863, stationsingenjör vid Ystad–Eslövs järnvägsbyggnad 1863–1865, ingenjör vid järnvägsbyggnader i Württemberg och Sigmaringen samt i Ungern vid järnvägen genom Karpaterna 1867–1871, arbetschef och kontrollerande ingenjör vid Hallsberg–Motala–Mjölby järnvägsbyggnad (HMMJ) 1871–1873 och arbetschef vid Oxelösund–Flen–Västmanlands järnvägsbyggnad (OFWJ) 1873–1878. Han uppgjorde förslag till och arbetschef för Oxelösunds hamn- och kajbyggnad 1878–1880, företog järnvägs- och landsvägsundersökningar 1881, var kontrollerande ingenjör vid Skåne–Hallands järnvägsbyggnad (SHJ) 1882–1885 och vid Helsingborgs vattenledning 1885, verkställande direktör och kontrollerande ingenjör vid Göteborg–Hallands järnvägsbyggnad (GHJ) 1886–1888, distriktsingenjör i Södra väg- och vattenbyggnadsdistriktet 1887–1894, arbetschef för kajbyggnad och muddring vid Råå och Mölle 1891–1892, överingenjör och kontrollerande ingenjör vid Malmö–Tomelilla järnvägsbyggnad (MöToJ) 1891–1894, kontrollerande ingenjör vid Skåne–Smålands (SSJ), Göteborg–Borås (GBJ) och Växjö–Klavreströms järnväg (WKJ) 1891–1894 samt vid Västergötland–Göteborgs järnvägsbyggnad 1897–1898, distriktschef i Östra väg- och vattenbyggnadsdistriktet 1894–1901 och överingenjör vid Söderköping–Valdemarsviks järnvägsbyggnad (VB) 1903–1905. Han uppgjorde förslag till vattenledning i Kungsbacka samt till en stor mängd väg- och järnvägsbyggnader. Han utgav Metersystemet.